# Ljusribbat stråfly
Ljusribbat stråfly, Photedes extrema,  är en fjärilsart som först beskrevs av Jacob Hübner 1809.  Ljusribbat stråfly ingår i släktet Photedes, och familjen nattflyn, Noctuidae. Arten är reproducerande och har livskraftiga (LC) populationer i både Sverige och i Finland. I Sverige förekommer arten tämligen allmänt i hela landet, så även i Finland. En underart finns listad i Catalogue of Life, Photedes extrema calamoxantha Varga, 1984.

## Bildgalleri

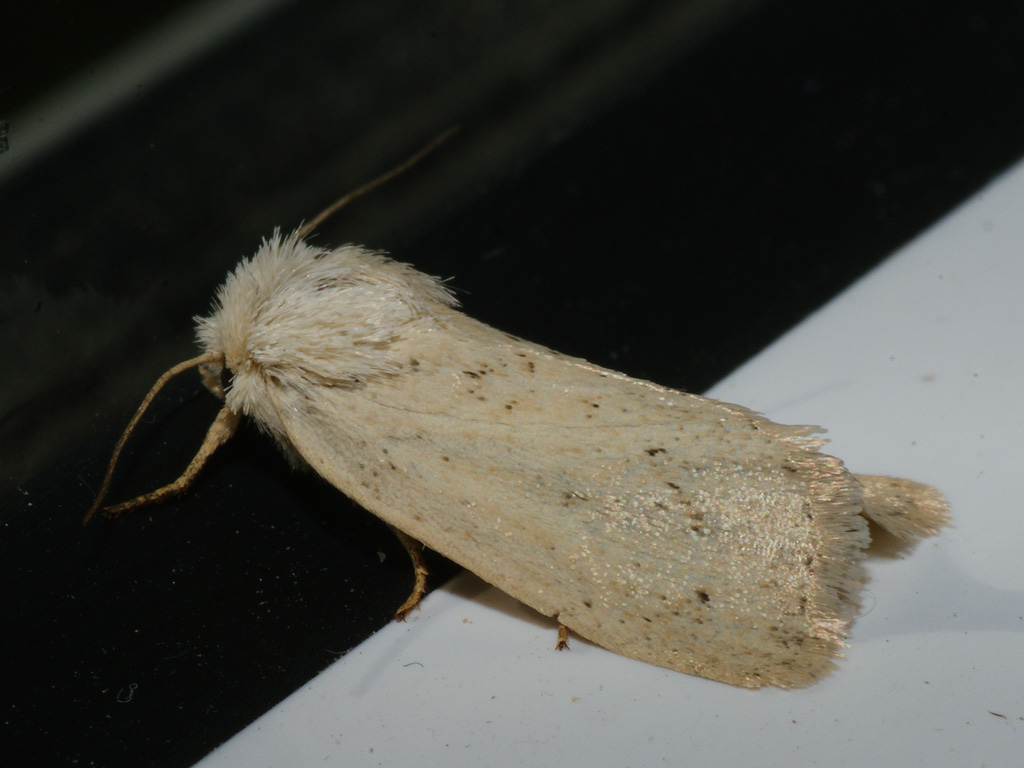
Imago fjäril
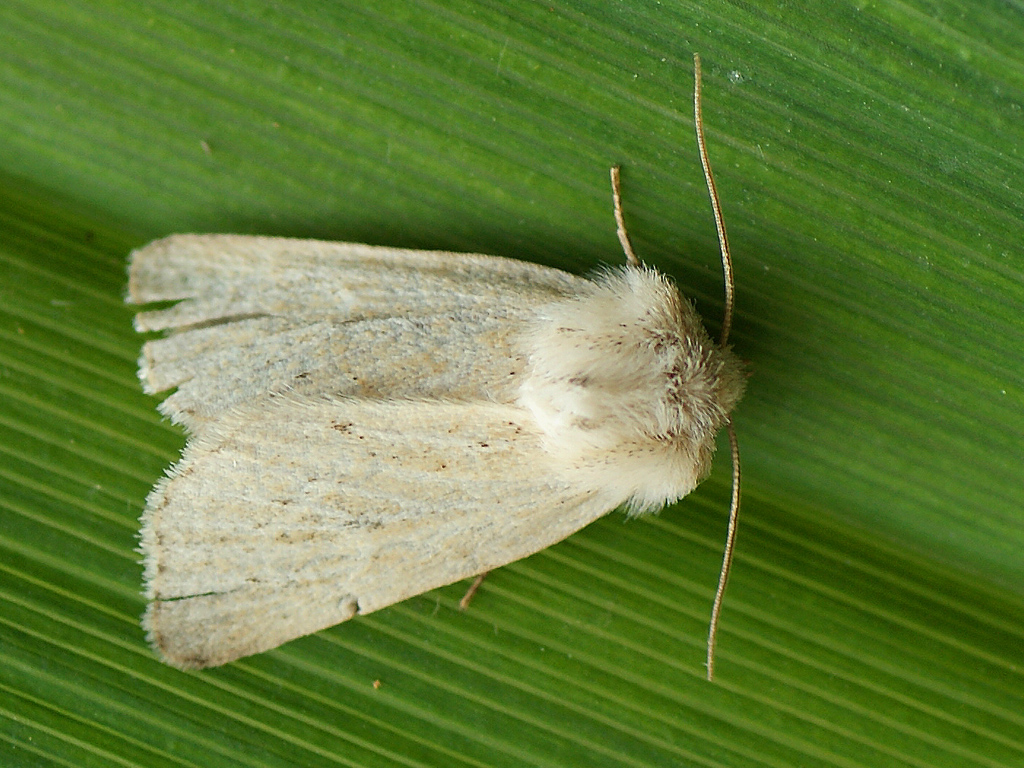
Imago fjäril
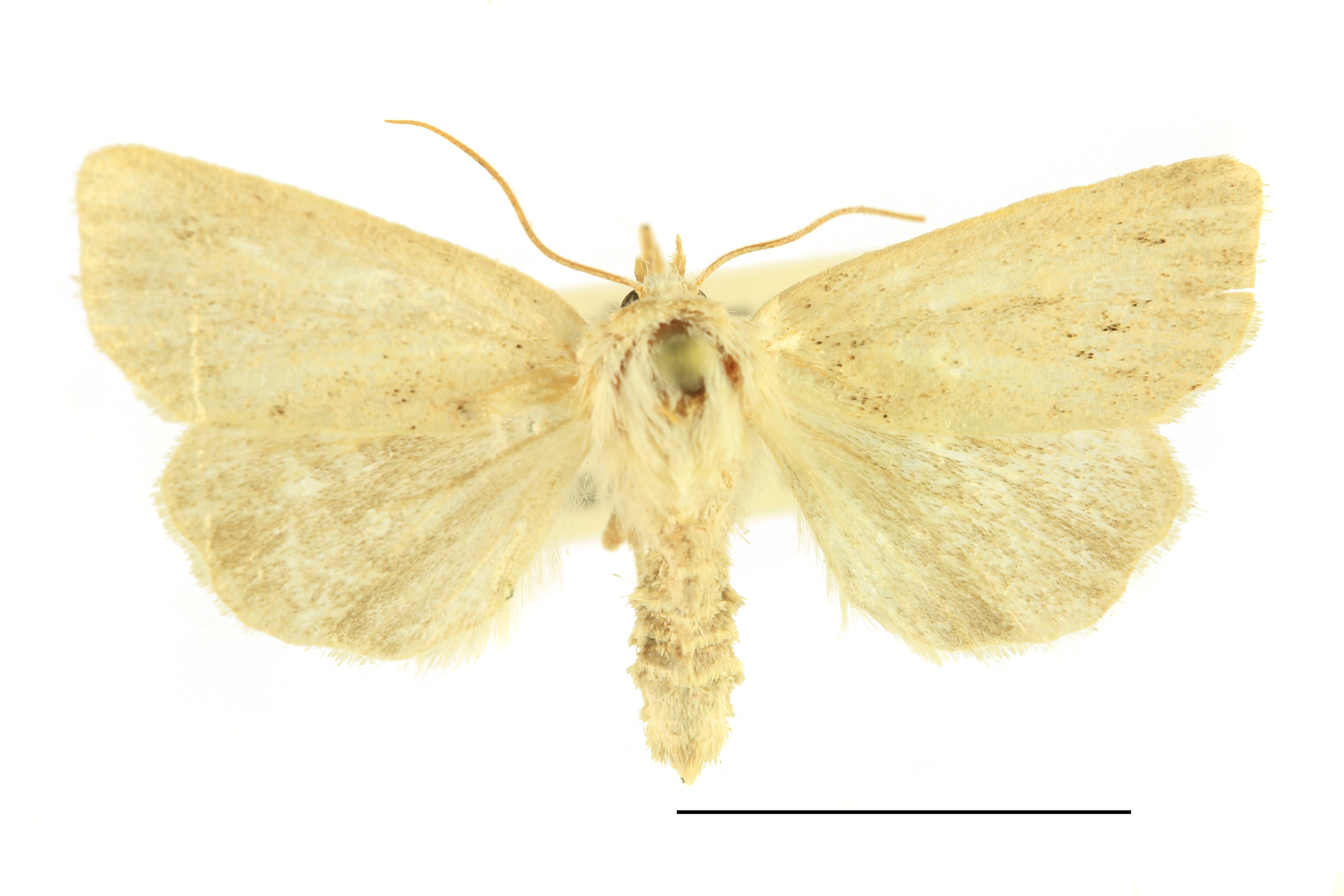
Preparerad (uppnålad) imago fjäril